# Breaking In
Breaking In es una película estadounidense de suspenso dirigida por James McTeigue y protagonizada por Gabrielle Union, quien también produce la película junto a Will Packer, James Lopez, Craig Perry y Sheila Taylor. La película sigue a una madre que debe proteger a sus hijos luego de que la mansión de su recién fallecido padre es invadida por ladrones. 
La fotografía principal comenzó en julio de 2017 en el Sur de California. La película fue estrenada en Estados Unidos el 11 de mayo de 2018.

## Sinopsis
Una mujer lleva a sus dos hijos a pasar el fin de semana a la casa de su difunto padre, localizada en una zona remota. Cuatro criminales irrumpen en la vivienda en busca de dinero, pero ella luchará para salvar a su familia. Entonces ella debe acabar con estos 3 criminales para poder salvar su vida .

## Reparto
- Gabrielle Union como Shaun Russell.[2]
- Billy Burke como Eddie.
- Richard Cabral como Duncan.
- Ajiona Alexus como Jasmine Russell.[4]
- Levi Meaden como Sam.
- Seth Carr como Glover Russell.[5]
- Mark Furze como Peter.
- Jason Winston George como Justin Russell.
- Christa Miller como Maggie Harris.[6]
- Damien Leake como Isaac Russell.

## Producción
La fotografía principal comenzó en julio de 2017 en Los Ángeles y Malibú, California.
Universal Pictures lanzó el primer tráiler oficial de la película el 11 de enero de 2018.